# Raná (Pardubice)
Raná é uma comuna checa localizada na região de Pardubice, distrito de Chrudim.